# Slangenburg
Slangenburg (ook wel Slangenburgh) is een kasteel met landgoed in de Nederlandse gemeente Doetinchem (provincie Gelderland), ongeveer 4 kilometer ten oosten van de stad Doetinchem. Op het bijna 600 ha grote landgoed tussen Doetinchem en Westendorp is ook de Sint-Willibrordsabdij van de kloosterorde der benedictijnen gevestigd. Kasteel Slangenburg staat in de Top 100 van de Rijksdienst voor de Monumentenzorg van 1990.

## Kasteel
Slangenburg wordt voor het eerst vermeld in 1354 als eigendom van Maes (Thomas) van Baer. In 1585 werd het door het Staatse leger verwoest en kon pas tijdens het Twaalfjarig Bestand herbouwd worden. In de 17de eeuw werd het kasteel eigendom van de veldheer Frederik Johan van Baer (1645-1713), die het verbouwde om er te kunnen wonen. Het kwam in de 18e eeuw in het bezit van de familie Steengracht en vererfde in 1781 op de familie Van der Goltz, in welke laatste familie het tot 1863 bleef waarna de erven-Van der Goltz het in 1895 verkochten.
De laatste particuliere eigenaren, sinds 1895 de familie Passmann, waren Duitsers. Na de oorlog werden alle Duitse bezittingen in Nederland verbeurd verklaard en zo werden het kasteel en de gebouwen binnen de buitengracht eigendom van de Nederlandse staat. Ze werden beheerd door de Rijksgebouwendienst. In 2016 zijn het kasteel en de gebouwen daar omheen door het Rijk overgedragen aan stichting Monumentenbezit. In het het kasteel was sinds ca. 1970 de Stichting Gastenhuis Kasteel Slangenburg gevestigd die in 2023 failliet werd verklaard. Sindsdien wordt de exploitatie gedaan door Monumentenbezit. Zij stellen het kasteel open voor het publiek en de koetshuizen op het landgoed voor horeca en overnachten.

## Landgoed
Landgoed Slangenburg wordt beheerd door Staatsbosbeheer. Het landgoed en de kapel van het klooster zijn toegankelijk voor publiek. Het eeuwenoude lanenstelsel op het landgoed is aangelegd in de vorm van een trapezium.

## Begraafplaats
Aansluitend aan het landgoed ligt de gelijknamige gemeentelijke begraafplaats Slangenburg aan de Nutselaer, bestaande uit een reguliere begraafplaats, een crematorium en een natuurbegraafplaats.
Sinds 2010 komt het Pieterpad (LAW 9) langs de Slangenburg (etappe Zelhem - Braamt).

## Fotogalerij

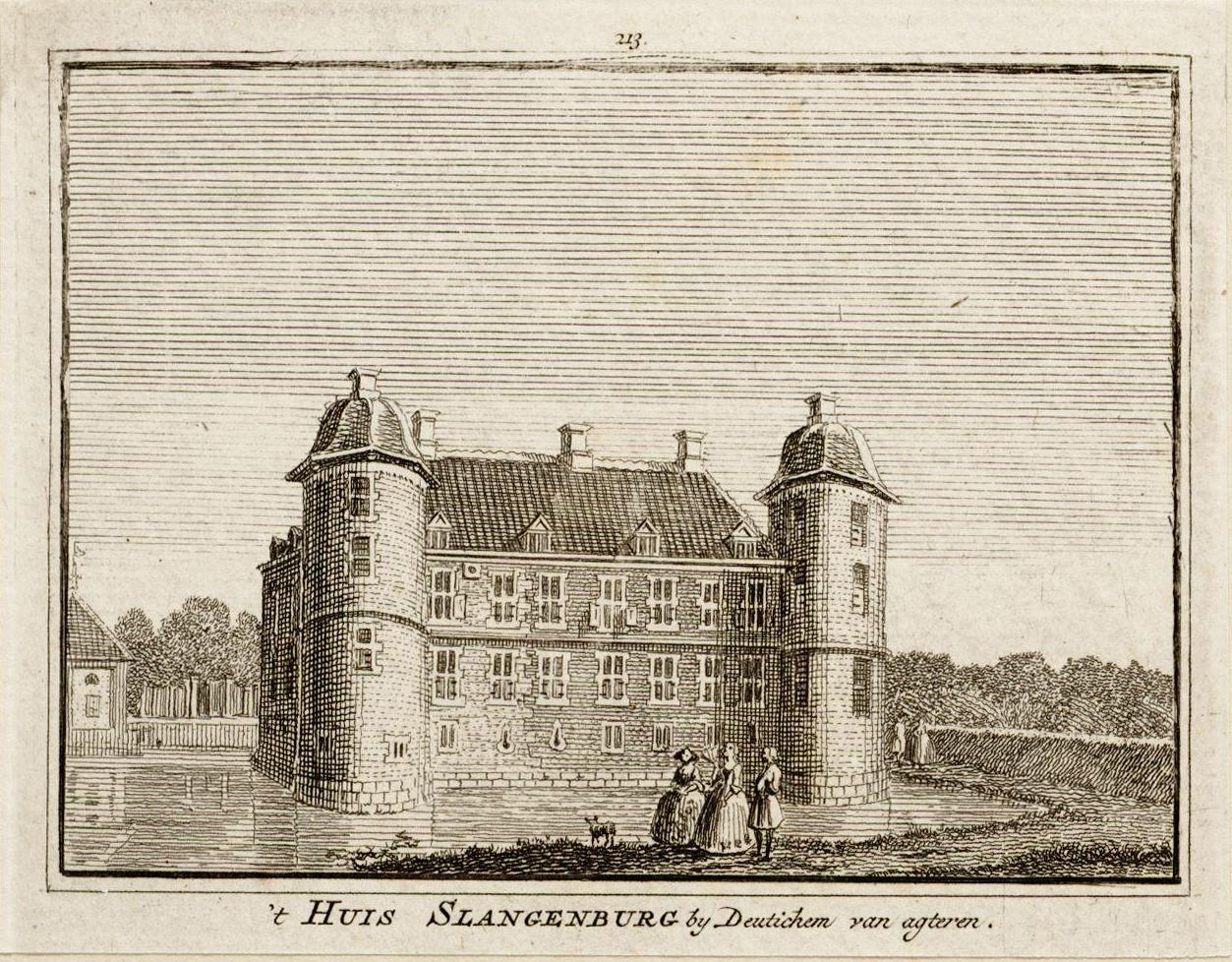
Kasteel Slangenburg op een oude prent
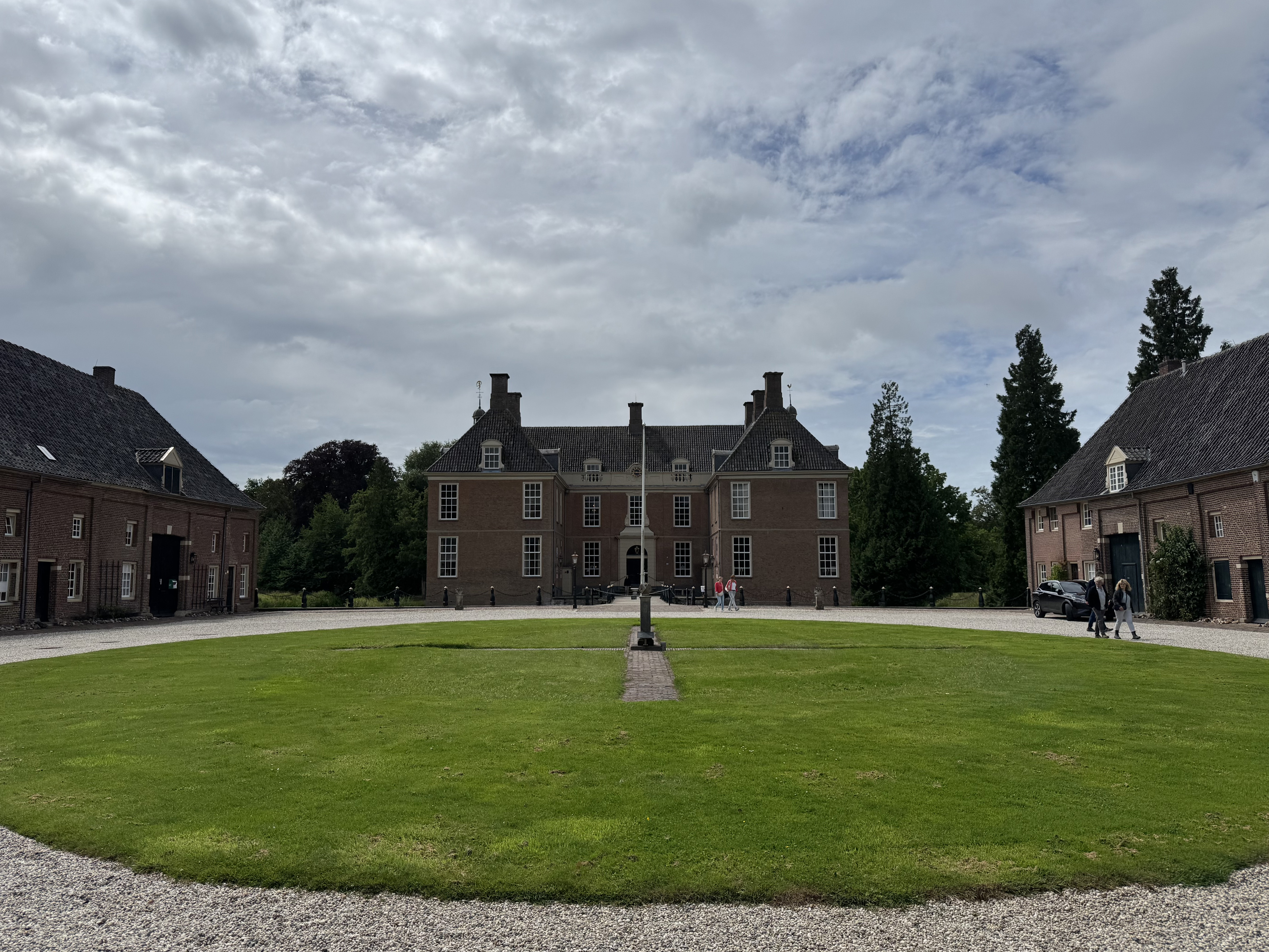
Vooraanzicht Slangenburg met Koetshuis en bijgebouwen
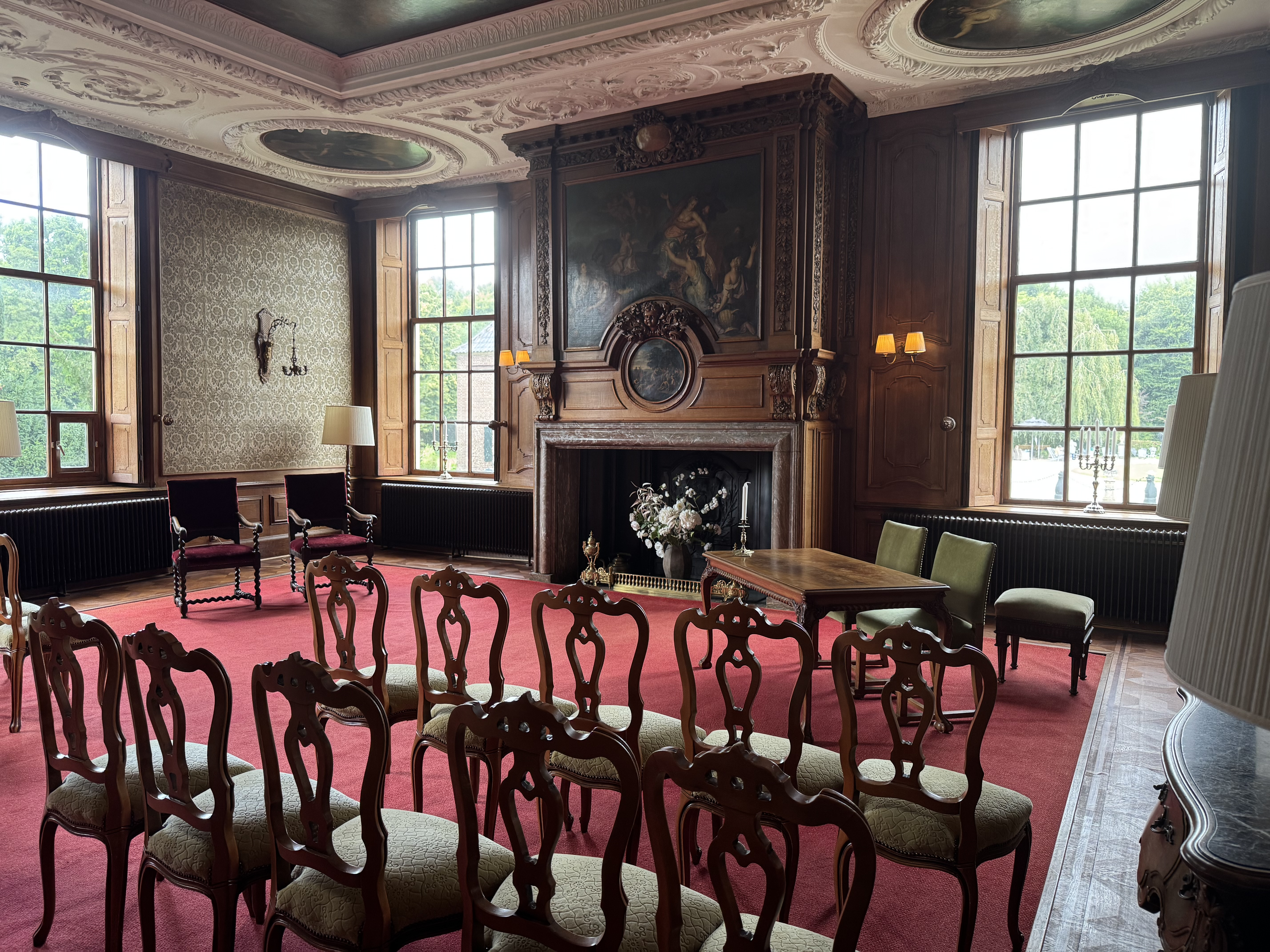
Grote zaal
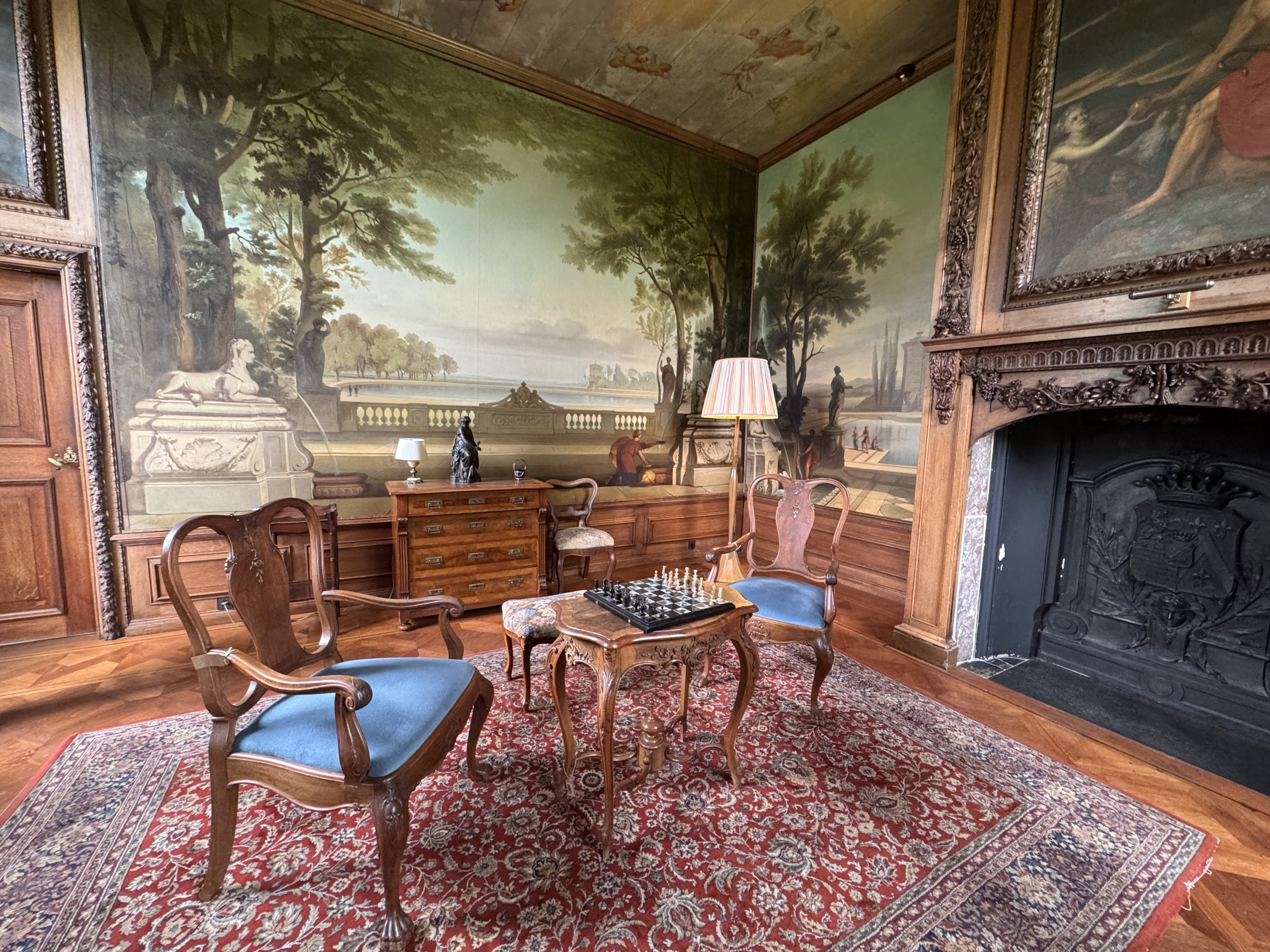
Opkamer
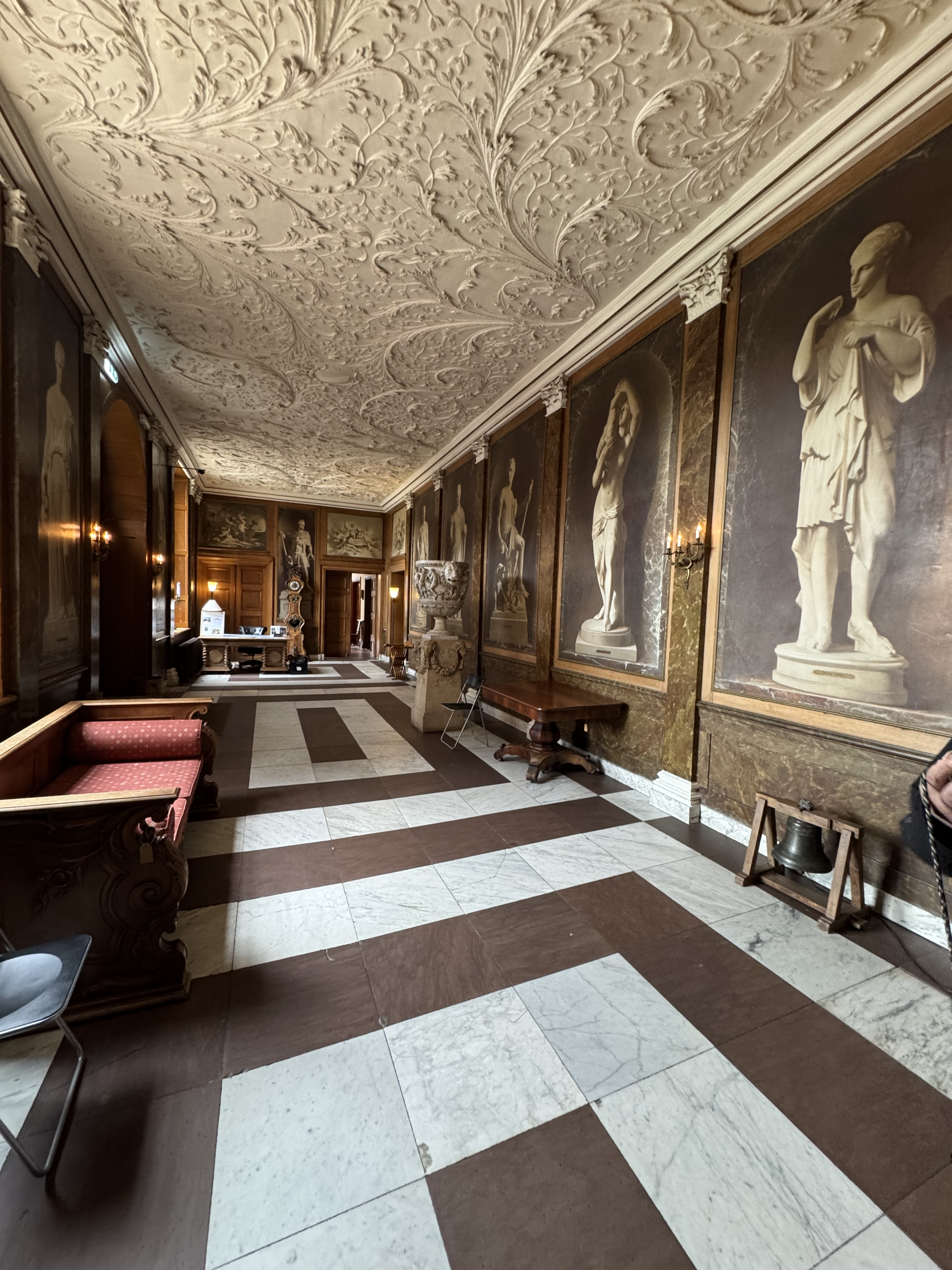
Vestibule (entree)
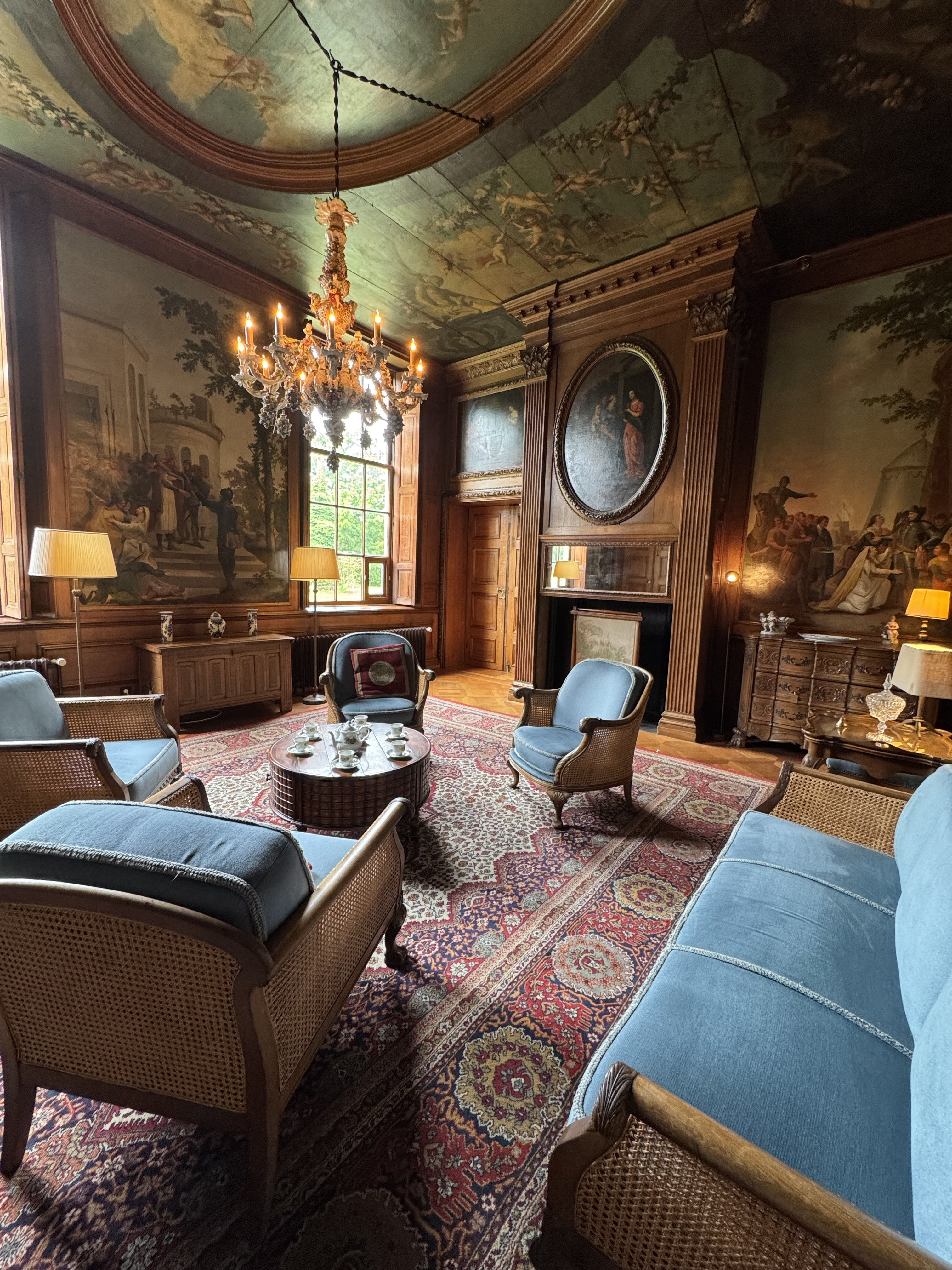
Ontvangstkamer
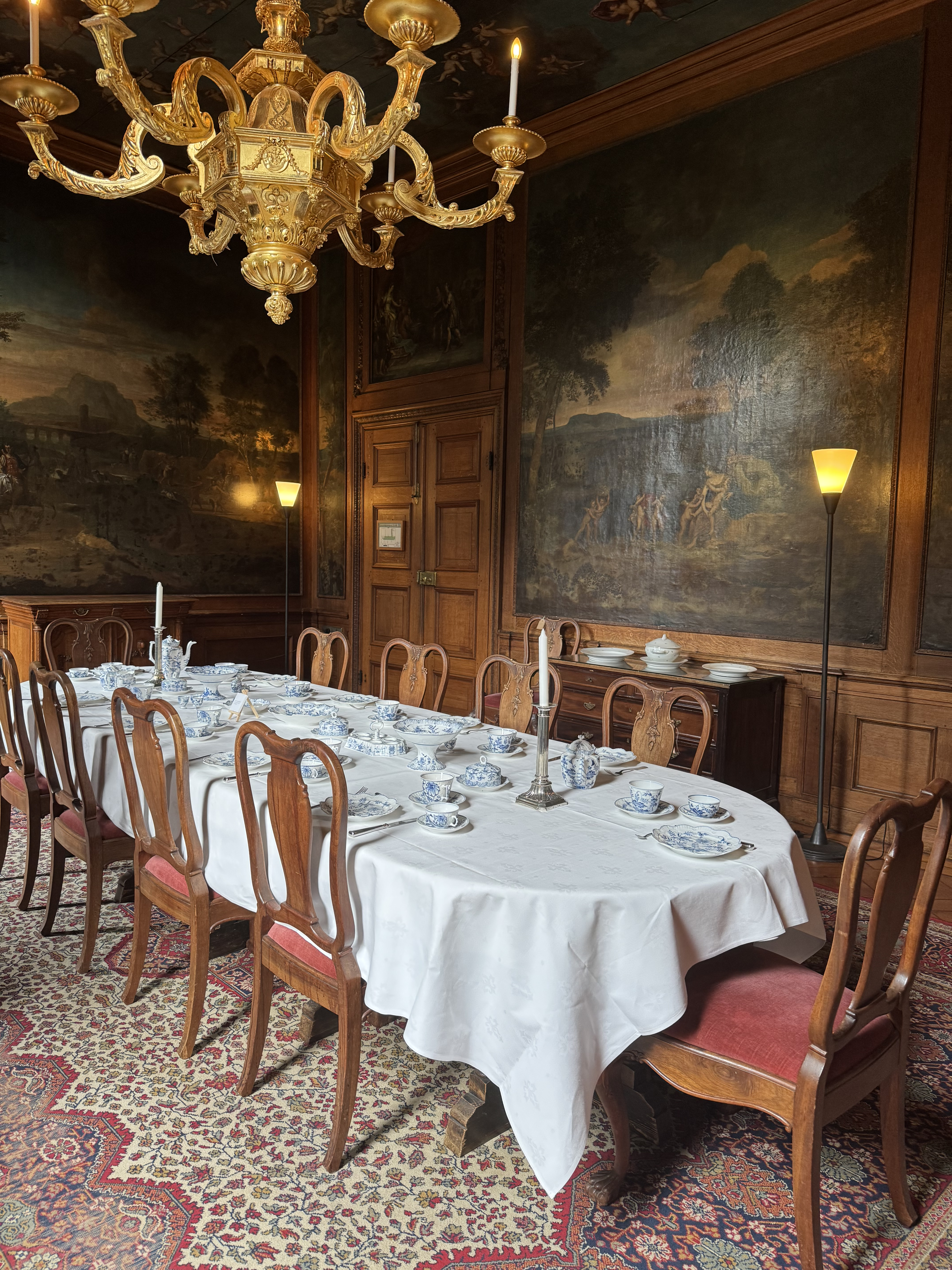
Didozaal
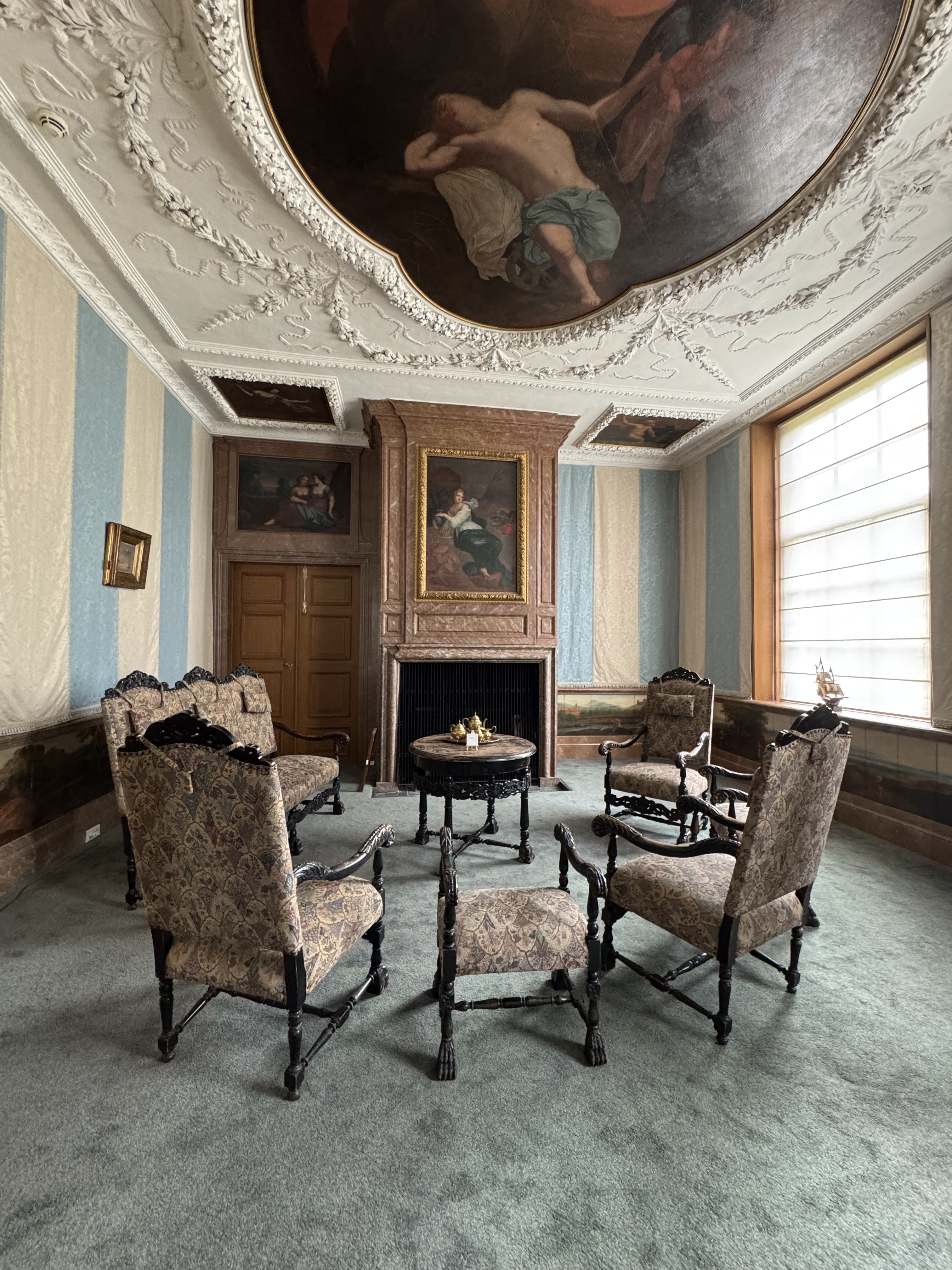
Kamer van de eeuwige liefde